# Rebang Cuo
Rebang Cuo (kinesiska: 热帮错) är en sjö i Kina. Den ligger i den autonoma regionen Tibet, i den sydvästra delen av landet, omkring 1 100 kilometer väster om regionhuvudstaden Lhasa. Rebang Cuo ligger 4 321 meter över havet. Arean är 37 kvadratkilometer. Trakten runt Rebang Cuo är ofruktbar med lite eller ingen växtlighet. Den sträcker sig 5,2 kilometer i nord-sydlig riktning, och 14,9 kilometer i öst-västlig riktning.
Genomsnittlig årsnederbörd är 271 millimeter. Den regnigaste månaden är augusti, med i genomsnitt 77 mm nederbörd, och den torraste är november, med 2 mm nederbörd.